# Шамбориго
Шамбориго (фр. Chamborigaud) насеље је и општина у јужној Француској у региону Лангдок-Русијон, у департману Гар која припада префектури Алес.
По подацима из 2011. године у општини је живело 800 становника, а густина насељености је износила 44,79 становника/km². Општина се простире на површини од 17,86 km². Налази се на средњој надморској висини од 329 метара (максималној 887 m, а минималној 259 m).

## Демографија
| 1962. | 1968. | 1975. | 1982. | 1990. | 1999. | 2011. |
| ----- | ----- | ----- | ----- | ----- | ----- | ----- |
| 849   | 1.083 | 869   | 872   | 716   | 731   | 800   |

График промене броја становника у току последњих година